# 職業訓練指導員 (臨床検査科)
職業訓練指導員 (臨床検査科)（しょくぎょうくんれんしどういん りんしょうけんさか）は、職業訓練指導員免許のうちの1つ。厚生労働省管轄。

## 受験資格
職業訓練指導員免許の受験資格と試験免除を参照。
臨床検査科においては、臨床検査技師は実務経験不要で、「系基礎学科」、「専攻学科」の各試験が免除され、「指導方法」の学科試験と「実技」のみでよい。医師国家試験、歯科医師国家試験、獣医師国家試験の合格者は実務経験不要で、「実技」、「系基礎学科」、「専攻学科」の各試験が免除され、「指導方法」の学科試験のみでよい。

## 試験科目
学科試験
1. 指導方法（職業訓練原理、教科指導法、訓練生の心理、生活指導及び職業訓練関係法規）
2. 関連学科

- 系基礎学科
  - 医学及び公衆衛生（公衆衛生学、解剖学、生理学、病理学、生化学、微生物学、医動物学、検査機器）
  - 安全衛生（安全管理、衛生管理）
- 専攻学科
  - 臨床検査法（臨床病理学的検査、臨床生理学的検査、臨床化学的検査、臨床血液学的検査、臨床微生物学的検査、臨床免疫学的検査）

実技試験
1. 臨床検査